# Jacques Bekker
Jacques Bekker (geboren Den Helder, 28 december 1865 – Breslau, 25 februari 1943) was een Nederlands violist.
Hij, ingeschreven als Jacob Bakker, was een zoon van violist Christof Bekker en Anna Alida Zussen. Zijn broer Christof en zuster Anni gingen ook de muziek in.
Hij kreeg zijn muzikale opleiding in eerste instantie van zijn vader, maar kon verder studeren aan de Koninklijke muziekschool in Den Haag. Docenten waren daarbij Jan George Mulder en Georg Friedrich Wagener (pianolessen). In 1884 studeerde hij daar af en kon gaan werken bij het Stedelijk orkest Utrecht van Cornelis Coenen. Vervolgens was hij te vinden in de orkestbak van het Koninklijke Muntschouwburg in Brussel. Daarna volgden een orkest in Aix-les-Bains onder leiding van Edouard Colonne, het Arnhemsche Strijkorkest overgaand in de Arnhemsche Orkest Vereeniging (soloviolist), orkest van Willem Kes, Fransche Opera in Den Haag en een orkest in Dresden.
In 1903 volgde hij zijn vader op als tijdelijke dirigent van het “Gemengd Koor” uit Kampen. Krap een half jaar later was hij er directeur, maar tevens directeur van de liedertafel “Euterpe” in die stad. Toch zat hij er maar tijdelijk. Het orkest in Dresden wilde hem eind 1903 al hebben als concertmeester. Zijn broer Christof Antoon nam de taken in Kampen van hem over. In 1917 werd Bekker concertmeester in Breslau, al waar hij in 1943 overleed.